# Casa Driskell-Martin
La Casa Driskell-Martin es una residencia histórica ubicada en Plantersville, Alabama, Estados Unidos.

## Historia
Es la residencia de alto estilo más antigua de la comunidad. La casa de dos pisos con estructura de madera fue construida para Thomas Sanford Driskell, un macetero y comerciante de Virginia, en 1850. Los constructores fueron Nelson Mitchell y Massena Godwin. La casa fue utilizada como sede de la Unión durante la Guerra de Secesión. Sus fuerzas lo ocuparon durante la incursión de Wilson a través de Alabama en abril de 1865. La casa permaneció en la familia Driskell hasta que la compró el Dr. Thomas Munroe Martin en 1915.

## Descripción
La estructura de estilo neogriega tiene cinco bahías de ancho, con un pórtico de dos pisos con un frontón que abarca las tres bahías centrales. Fue agregado al Registro Nacional de Lugares Históricos el 29 de enero de 1987, como parte del Área de Recursos Múltiples de Plantersville.